# 绿校
绿校是起源于网络上的非职业艺术家社团，標榜任何人都可以加入的組織。于2002年8月3日在中国北京成立非盈利机构，成员多为喜爱艺术的年轻人。绿校定期为成员举办實體艺术展览，該組織不向成员收取任何费用，举办展览的经费主要来自赞助。